# وچلد
وچلد (به آلمانی: Vechelde) یک شهر در آلمان است که در پاینه واقع شده‌است.

## خصوصیات
وچلد ۷۵٫۸۹ کیلومترمربع مساحت دارد ۷۴ متر بالاتر از سطح دریا واقع شده‌است.

## خواهرخوانده
شهرهای Valkeakoski، Niemodlin و Biederitz خواهرخوانده‌های وچلد هستند.

## نگارخانه

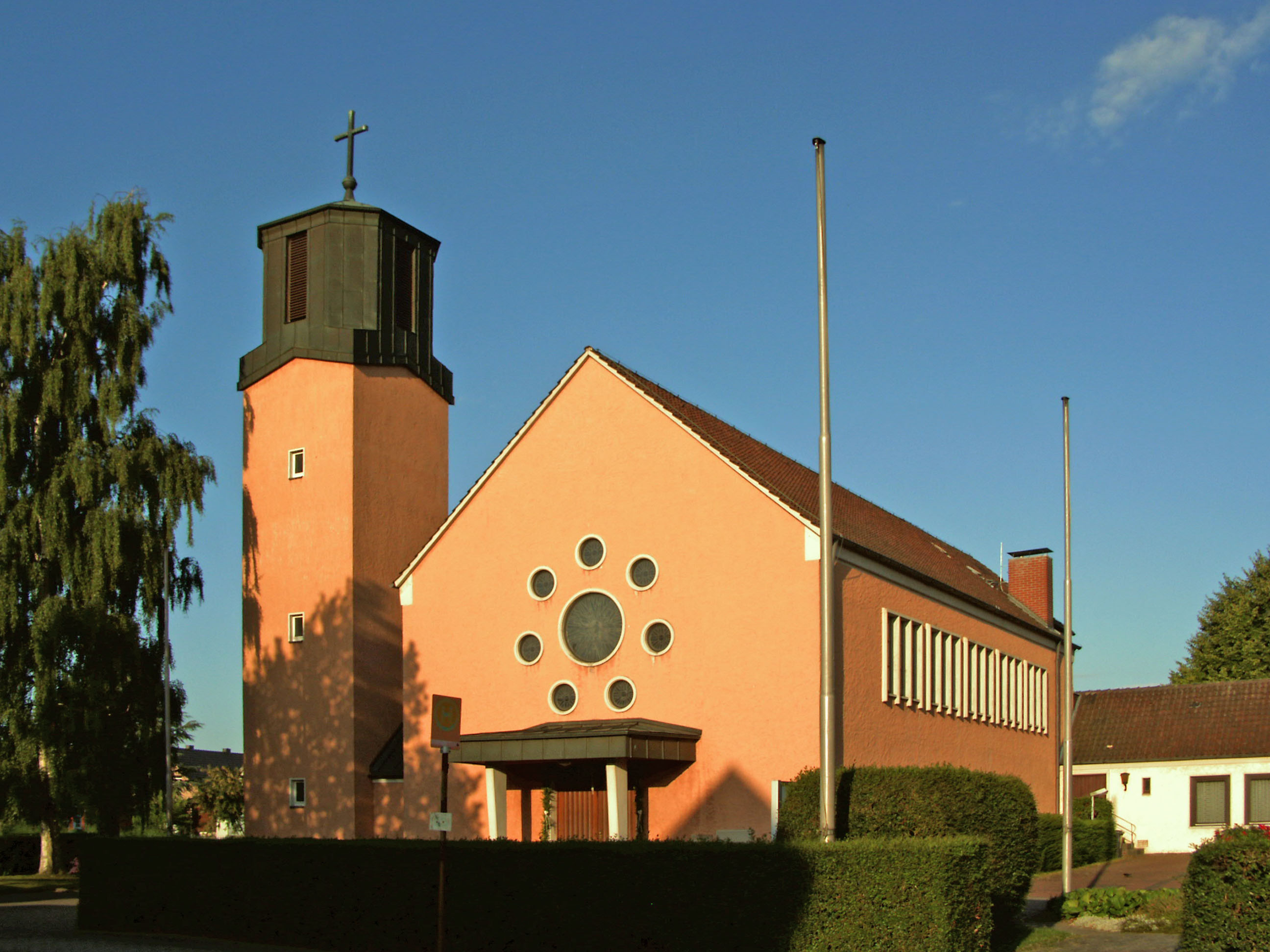